# Sumpbjörnmossa
Sumpbjörnmossa (Polytrichum uliginosum) är en bladmossart som beskrevs av Brid.. Sumpbjörnmossa ingår i släktet björnmossor, och familjen Polytrichaceae. Arten är reproducerande i Sverige.